# Urgo (Zvezdna vrata SG-1)
Urgo je naslov epizode znanstveno-fantastične serije Zvezdna vrata, v kateri se posadka SG-1 odpravi na planet, ki je pravi paradiž, takoj po vstopu v zvezdna vrata pa se ekipa spet znajde v štabu. Hammond jim zatrdi, da so bili odsotni 15 ur, ne le nekaj trenutkov, kot mislijo člani SG-1. Preiskave dr. Fraiserja so nepopolne, podrobnejša analiza pa razkrije posnetek vesoljskega laboratorija, ki mu sledi slika popolnega paradiža. Vse kaže, da je slika paradiža zgolj vaba, s katero prebivalci »rajskega« planeta k sebi vabijo obiskovalce od drugod.